# Brodek u Přerova
Brodek u Přerova é uma comuna checa localizada na região de Olomouc, distrito de Přerov.